# Campionat del món d'escacs de 2006
El Campionat del món d'escacs de 2006 fou un matx celebrat entre el Campió del món de la FIDE Vesselín Topàlov i el Campió del món de la PCA Vladímir Kràmnik per la reunificació del títol mundial. L'encontre, que fou guanyat per en Kràmnik, es jugà entre el 23 de setembre i el 13 d'octubre de 2006 a Elistà, (Calmúquia), Rússia.
|                  | 1 | 2 | 3 | 4 | 5 | 6 | 7 | 8 | 9 | 10 | 11 | 12 | 13 | 14 | 15 | 16 | Total |
| ---------------- | - | - | - | - | - | - | - | - | - | -- | -- | -- | -- | -- | -- | -- | ----- |
| Vladímir Kràmnik | 1 | 1 | ½ | ½ | 0 | ½ | ½ | 0 | 0 | 1  | ½  | ½  | ½  | 1  | 0  | 1  | 8½    |
| Vesselín Topàlov | 0 | 0 | ½ | ½ | 1 | ½ | ½ | 1 | 1 | 0  | ½  | ½  | ½  | 0  | 1  | 0  | 7½    |